# Augustin Ollivier

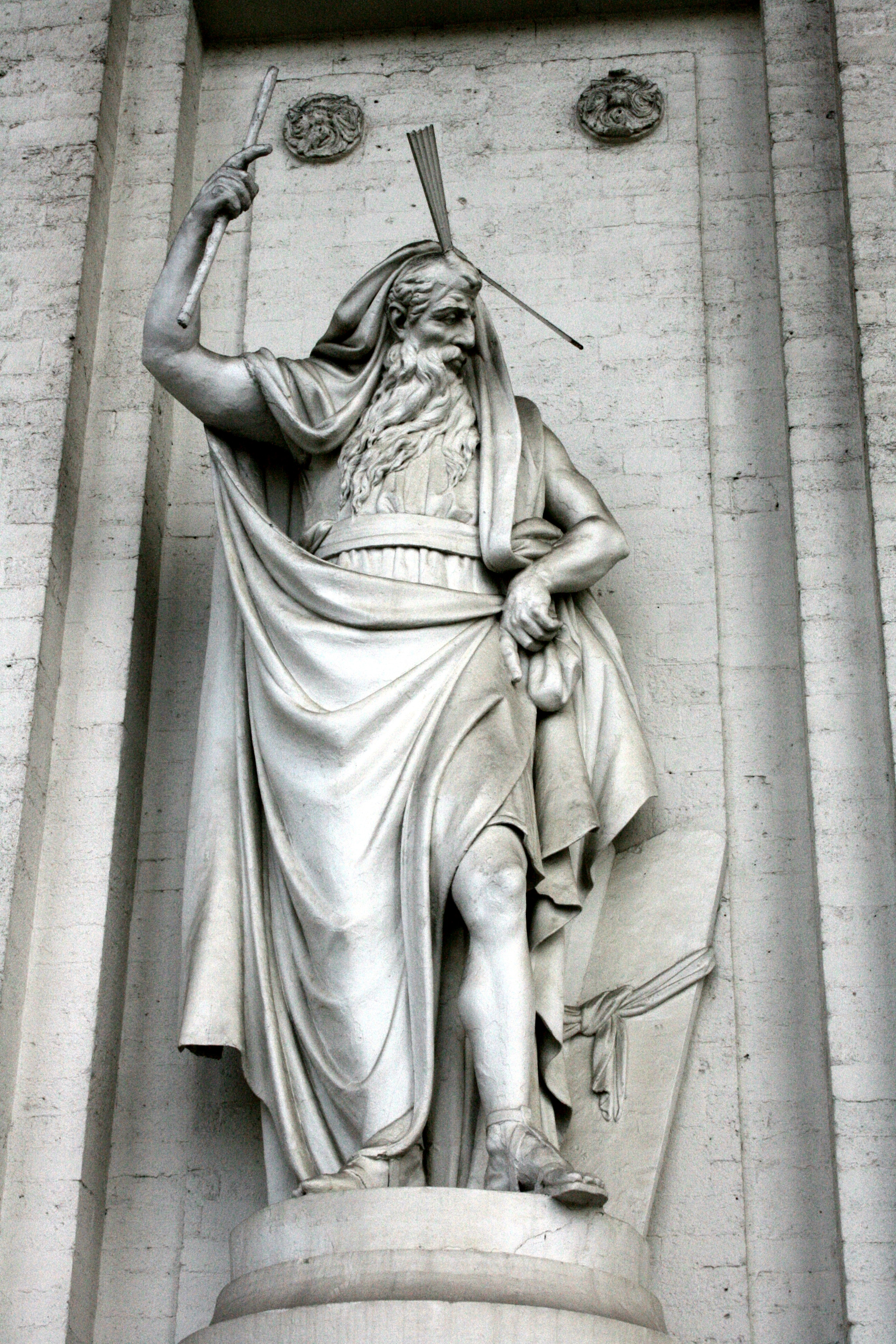
Mozes in het peristylium van de Koudenbergkerk

Jean Philippe Augustin Ollivier, ook Ollivier de Marseille, (Marseille, 16 november 1739 – Brussel, 1788) was een neoklassiek beeldhouwer werkzaam in de Oostenrijkse Nederlanden. Na een opleiding aan de academie van zijn geboortestad trok hij in 1764 naar Straatsburg, om in dienst van het groot kapittel aan de kathedraal te werken. In 1769 vestigde hij zich in Brussel en nam François Mangé als leerling in zijn atelier (1773). Van juni 1772 tot 1780 werkte Augustin Ollivier aan het hof van Karel van Lorreinen, onder meer aan het kasteel van Tervuren. Na de dood van Karel brak keizer Jozef II met de erfenis van zijn oom: hij liet het kasteel afbreken en ontsloeg de kunstenaars. Naast vrijstaande beelden in marmer en steen maakte Ollivier ook stucreliëfs.
Met Hendrik van der Noot dong Ollivier om de gunsten van Marie-Thérèse Pinaut. Hij stierf nog voor hij veertig was.

## Werk
- 1764-66: twee engelen en een lezenaar voor de kathedraal van Straatsburg
- 1769: borstbeelden van graaf Cobenzl (nu in de KMSKB, het Broodhuis en Kasteel Predjama)
- Borstbeelden van Karel van Lorreinen (in Tervuren en in de KMSKB)
- 1770-77: Saint Jérôme, voor abdijkerk Bonne-Espérance in Vellereille-les-Brayeux
- Mozes en Marteldood van Jacob, voor Sint-Jacob-op-Koudenberg
- 1770-77: hoofdaltaar met mannaregen, voor de abdij van Heylissem (nu in de Miniemenkerk)[1]
- 1774: Venus met duiven, voor het Warandepark (nu in de KMSKB, kopie van Albert Desenfans in het park)
- 1779-80: Het misoffer, fronton van Sint-Jacob-op-Koudenberg (vernield in 1797)